# Татусеві доньки
«Татусеві доньки» (рос. Папины дочки) — російський сімейно-молодіжний комедійний телесеріал (ситком) виробництва компаній «Кіноконстанта» (з 1 до 60 серії), «Костафільм» (з 61 серії до 370 серії), YBW Group (з 371 серії) на замовлення СТС.
Серіал мав високі телевізійні рейтинги та багато премій. Це оригінальний ситком, а не адаптація. Його творцями є В'ячеслав Муругов і Олександр Роднянський.
1-6 сезони телесеріалу не мають суворої сюжетної лінії та являють собою класичну «комедію ситуацій», а от у 7—18 сезонах цього ситкому вже наявний елемент мильної опери. У «Татусевих доньках» характеризуються різні сторони життя — тут присутні теми сім'ї, кохання, роботи, навчання, дружби тощо.

## Сюжет

### 1–14 сезони
Головний герой – московський психотерапевт Сергій Васнєцов опиняється в складній життєвій ситуації: від нього пішла дружина Людмила, залишивши на нього п'ять їхніх дочок:
- Маша — старша донька, модниця та серцеїдка. Улюблений колір – рожевий усіх відтінків. Постійно відвідує кафе, вечірки, нічні клуби, витрачає гроші на косметику та одяг. Мріє вступити до театрального училища та стати відомою акторкою. Може закохати в себе будь-якого хлопця, інколи навіть відбиває хлопців в своїх сестер. Часто зустрічається з кількома хлопцями одразу. Не перший погляд – невідповідальна та легковажна, хоча після втечі матері взяла на себе більшість її обов'язків.
- Даша — друга донька, готеса (до 173 серії), її готичний псевдонім — Тарантул. Носить чорний одяг та слухає важку музику. Двієчниця, хитра, егоїстична, безвідповідальна, але має чудове почуття гумору. В школі не має друзів, окрім сестер та Іллі Полежайкіна. Вдома в Даші часті сварки з Машею через різні погляди на життя. Крім того, дівчата ділять одну кімнату на двох, що ще більше додає приводів для сварок.
- Женя — третя донька, спортсменка-пацанка. Улюблений вид спорту — футбол, хоча в житті займалася, мабуть, усіма видами спорту. Володіє значною фізичною силою, чим часто користується в домі та за його межами. Віддає перевагу дружбі з хлопцями, аніж стосункам із ними, хоча в 70 серії в неї все ж з'являється хлопець на ім'я Женя.
- Галина Сергіївна — четверта донька, вундеркінд. Екстерном склала іспити за 7—9 класи та перейшла до 10-го, де почала навчатися разом із Дашею. В цьому класі зустрічає Іллю Полежайкіна, з яким в них спочатку починається дружба, а потім і романтичні стосунки. Гордість школи та родини Васнєцових. Постійно робить домашнє завдання за своїх сестер, інколи навіть дає списувати всьому класу. Дуже принципова та відповідальна. Може знайти вихід з будь-якої ситуації, зазвичай спілкується, використовуючи наукові терміни.
- Поліна «Пуговка» («Ґудзик») — молодша донька. Обожнює малювати, гратися з ляльками, любить шоколад та інші солодощі. Улюблена іграшка – плюшевий ведмідь Бублик. Оскільки багато часу проводить зі старшими сестрами, часто копіює їхню манеру поведінки.

Не дивлячись на часті сварки та непорозуміння, сестри завжди готові допомогти одна одній, а також батькові. Між іншим, в самого Васнєцова «завал» на роботі, йому не щастить з клієнтами, але одного разу до нього на прийом приходить дружина олігарха з Рубльовки – Оксана Федотова. Оксана мріє про дитину, але її чоловік, Василь Федотов, категорично проти. Деякий час Оксана та Василь навіть жили окремо, Оксана жила вдома в Сергія та працювала офіціанткою в місцевому кафе. Пізніше виявилося, що вона вагітна, і жінка повернулася до Василя та народила доньку Олександру. В родині Васнєцових також є зміни: тато, який спочатку майже нічого не знав про своїх доньок та їхні життя, зближується з ними та починає цікавитися їхніми проблемами. А доньки, які звикли жити на всьому готовому, стають більш відповідальними та самостійними.
Через півтори роки, в новорічну ніч (127 серія), повертається мати – Людмила Сергіївна. Однак, Васнєцов, не пробачивши зраду дружини, їде до батьків в Красноярськ, а Мама залишається з доньками «сам на сам» та не знає, як знайти до них підхід. В той час, поки її не було вдома, в дівчат багато чого змінилося: Маша вступила до Бауманки, на факультет енергоустановок замкнутого циклу, Пуговка (Ґудзик) пішла до першого класу, Женя знайшла хлопця та влаштувалася на роботу в спортивний магазин. Згодом на місці офісу Васнєцова Людмила відкриває шлюбне агентство «Людмила», але через кризу воно скоро закривається, і вона стає співробітницею агентства Едуарда Радуєвича «Свято! Свято! Свято!».
Через рік Сергій повертається в Москву (270–271 серії). За цей час в родині багато чого змінилося: Женя вступила до університету в США, Галина Сергіївна – до Академії МВС та почала брати участь у бізнесі Василя Федотова, Маша стала вчителькою фізики в школі №69, в Пуговки (Ґудзика) з'явився хлопець Коля, Даша перестала бути готесою та одружилася з Веніаміном Васильєвим (Веніком). Тато приїхав якраз на весілля Даші, і наступного дня вже збирався знову летіти до Красноярську, але дівчата почали вигадувати різні ідеї та будувати плани, як затримати Батька в Москві та помирити з Мамою.
Хепі-енд в 290 серії: Сергій та Людмила миряться, згодом у них народжується син Сашко, в Даші та Веніка народжується донька Софійка, Женя стає прессекретаркою прем'єр-міністра, Галина Сергіївна серйозно займається наукою, а Маша знімається в серіалі про родину Васнєцових.

### 15–18 сезони
В 15–16 сезонах події серіалу переносяться на кілька місяців тому. Після возз'єднання родини в старій квартирі Васнєцових стає тісно, і Даша, Венік, Маша та Галина Сергіївна переїжджають в окремі квартири та стають сусідами (291 серія). Поки Даша та Венік чекають дитину, між Машею, Галиною Сергіївною, Павлом Сергійовичем та Феліксом палають серйозні пристрасті. Особливістю 15–16 сезонів є наявність закадрового голосу – кожна нова серія починається з коментарів Маші, Галини Сергіївни, Даші або Пуговки (Ґудзика).
В 17–18 сезонах описуються події після гепі-енду в 290 серії. Даша та Мама вже народили, в Маші з'явився новий хлопець – десантник Вадим, в Галини Сергіївни – новий друг Максим, з яким вона працює в лабораторії, а Тато, Мама, Женя та Пуговка (Ґудзик) тимчасово живуть в Красноярську, поки в їхній московській квартирі триває ремонт.

### 19–20 сезони
В 19 сезоні Васнєцови переїжджають в селище Лохово, в великий заміський будинок, з купівлею якого їм допоміг Василь Федотов. З переїздом змінюється життя кожного члена родини Васнєцових: Маша влаштовується в театр акторкою, Даша занурюється в сімейне життя та виховання доньки, Галина Сергіївна починає зустрічатися з Іржи – принцом (до речі, справжнім!), Женя закохується в сімейного лікаря Васнєцових – Юрія Антонова, але через деякий час їй знову доводиться залишити батьківський дім, Поліні купують староанглійську вівчарку на прізвисько Граф. Мама з Татом виховують п'ять доньок, одного сина та онучку.

## У ролях

Актори серіалу 2010 року

- Андрій Леонов — Сергій Олексійович Васнецов, батько дівчаток, чоловік Людмили Сергіївни.
- Нонна Гришаєва — Людмила Сергіївна Васнецова, мати дівчаток, дружина Сергія Олексійовича.
- Мирослава Карпович — Марія Сергіївна Васнецова, старша дочка; 11-16 сезонах вчителька фізики в школі № 69.
- Анастасія Сіваєва — Дар'я Сергіївна Васильєва (до шлюбу Васнецова), друга дочка, з 270 серії — дружина Веніаміна Васильєва; в 11-18 сезонах лаборантка в школі № 69.
- Дарина Мельникова — Євгенія Сергіївна Васнецова, третя дочка.
- Єлизавета Арзамасова — Галина Сергіївна Васнецова, четверта дочка.
- Катерина Старшова — Поліна Сергіївна Васнецова («Пуґовка»), п'ята дочка.
- Ольга Волкова — Антоніна Семенівна Гордієнко (Антонова), бабуся дівчаток, мати Людмили Сергіївни, з 270 серії — дружина Михайла Казимировича.
- Валентин Смірнітський — Михайло Казимирович Антонов, батько Антонова, з 270 серії — чоловік Антоніни Семенівни.
- Ніна Русланова — бабуся Ніна, мати Сергія Васнецова
- Михайло Кокшенов — дідусь Льоша, батько Сергія Васнецова
- Олександр Самойленко — Андрій Михайлович Антонов, стоматолог, зведений брат Людмили, друг сім'ї Васнецових.
- Ангеліна Варганова — Ольга Іванівна Антонова, дружина Антонова.
- Тетяна Орлова — секретарка Тамара
- Олександр Олешко — олігарх Василь Федотов
- Марія Сьомкина — Оксана, дружина Василя Федотова подруга сім ї
- Михайло Казаков — Ілля Полежайкін, з 1 по 15 сезон — хлопець Галини Сергіївни, тепер — Каті
- Філіп Блєдний — Веніамін (Віник), студент Бауманки; раніше — однокурсник Марійки; з 134 серії був закоханий у Дашу, але та спочатку не відповіла йому взаємністю, з 11 сезону вони почали зустрічатися, а вже в 13 сезоні вирішили одружитися, і з 14 сезону — чоловік Даші
- Олександр Горчилін — Євген Захаров, був хлопцем Жені з 70 за 125 серії
- Сергій Мелконян — Денис Воронцов, ді-джей радіо Активного; познайомився з Женею в 173 серії; хлопець Жені (9—13 сезони)
- Олександр Головін — Павло Сергійович, вчитель інформатики (42) і фізики (з 13 за 16 сезон); був коханим Маші і Галини Сергіївни
- Кирило Каганович — Філ, журналіст; колишній хлопець Маші (15—17 сезони)
- Дмитро Білоцерківський — Вадим, хлопець Маші (17—18 сезони)
- Олександр Бобров — Максим, хлопець Галини Сергіївни (17—18 сезони)
- Михайло Башкатов — Іржі (Олдржік Пржемисловічей), крон-принц Моравії, новий хлопець Галини Сергіївни (з 19 сезону)
- Іван Миколаїв — Юрій Петрович Антонов, сімейний лікар Васнєцових, новий хлопець Жені (з 19 сезону)
- Ніна Персіянінова — Таїсія Кирилівна, директорка школи № 69, вчителька хімії
- Ольга Бєлова — Тамара Іванівна, вчителька фізики
- Ганна Дімова — Людмила Михайлівна, вчителька російської мови та літературиАктори серіалу 2010 року
- Едуард Радзюкевич — Едуард Радуєвич, раніше директор агенції «Свято! Свято! Свято!», тепер — завгосп школи № 69; з 323 серії — чоловік Людмили Михайлівни
- Олександр Жигалкін — Сан Санич, директор радіо «Активного», колишній начальник Жені та Дениса Воронцова
- Юлія Свежакова — Маргарита Яківна, вчителька молодших класів, класна керівниця Пуговки, мати Діани
- Георгій Громов — Валерій Миколайович, фізрук
- Тетяна Жукова-Кіртбая — Жихарєва, сусідка Васнєцових
- Андрій Бутін — Василь Полежайкін, батько Іллі і Філіпа
- Ілля Полєжайкін — Філіп Полєжайкін, брат Іллі
- Галина Данилова — Галина Сергіївна, мати Іллі і Філіпа Полєжайкіних
- Ольга Хохлова — Аеліта Степанівна Васильєва, мати Віника
- Павло Кіпніс — Віктор Васильєв, батько Віника
- Максим Коновалов — хокеїст, колишній коханець Людмили Васнецової
- Володимир Стержаков — Антон Степанович, режисер серіалу «Коротка любов»
- Світлана Йозефий — малярка Зіна, мама Каті
- Ксенія Непотребная — Катя, дочка Зіни
- Ольга Прохватило — Ізольда Анатоліївна, інспекторка РОНО

## Запрошені актори
- Тіна Канделакі, Сергій Семак, Жан Сагадеев, Микола Кузьменко, Сергій Белоголовцев, гурт «Ігра слов», гурт «Корні», гурт «Челсі», гурт «Територія любові» (гості на вечірці у Васнецових, яких запросила Оксана) (16)
- Сергій Панов (друг Жені; заслужений майстер спорту, гравець ЦСКА, чемпіон Євроліги 2006) (67)
- Володимир Пермяков — Льоня Голубков (відомий персонаж рекламної кампанії МММ) (98)
- Аристарх Венес — Артем Брюкін (зірка серіалу «Моя перша любов»; запрошений на випускний Маші) (100)
- Ігор Вєрник (відвідувач ресторану / кафе «Роза любові») (114)
- Йосип Павліашвілі — Тимур (приятель Василя Федотова) (122)
- Тіматі (запрошена зірка на новорічній ялинці в школі № 69, який виконав свій хіт «У нас в клубі …») (126)
- Владислав Радімов, Таня Буланова (покупці спортивного магазину, в якому працювала Женя) (133)
- Андрій Малахов (клієнт шлюбного агентства «Людмила», поклонник Маші) (154)
- Антон Красильников (фокусник) (168)
- Влад Сташевський (обманець «Владислав») (178)
- Володимир Турчинський — Федір (тренер Віника з бодібілдингу) (229)
- Олександр Орав — Віктор (поклонник Маші, військовий) (263)
- Вдадислав Лісовець (стиліст) (226)
- Евеліна Бльоданс, гурт «Jukebox trio» (присутні у сні Маші) (331)
- Едгард Запашний — Казимир Топаз (дресирувальник із цирку) (365)
- Сергій Лазарєв (373)

## Історія створення
Творцями і аранжувальниками заголовної пісні є брати Кристовські (гурт Uma2rmaH). На головну роль було вирішено затвердити Андрія Леонова — сина відомого радянського комедійного актора Євгена Леонова. На роль Маші спочатку пробувалася Анастасія Сиваєва, але самі продюсери побачили її саме в образі гота. На роль Пуговки на кастингу пробувалося близько 200 дівчат. Грати секретарку Тамару повинна була Галина Данилова, але їй тоді запропонували вигіднішу, головну роль в стрічці «Крок за кроком».
Зйомки почалися 13 липня 2007 року. Спочатку творці серіалу планували звести тата дочок з Оксаною (в перших раундах навіть говорилося, що Васнецов закоханий у неї). Однак, після завершення сезону соціологічні дослідження показали, що глядачі хочуть залишити головного героя батьком-одиначкою. У підсумку Оксану довелося повернути до чоловіка. Спочатку планувалося відзняти 60 серій телесеріалу, проте, за величезних рейтингів зйомки «Татусевих дочок» були продовжені. Серіал приніс незвичайну популярність його акторам. Тим часом у пресі з'явилася інформація про те, що в 6 сезоні сценаристи відновлять любовну історію Сергія Васнецова і Оксани. Але, з невідомих причин, ці плани так і не були реалізовані в дійсності.
Восени 2008 року Андрій Леонов заявив, що він у цьому сіткомі зніматися більше не зможе. Головна причина — велике навантаження, адже «Татусевих дочок» тоді знімали швидкими темпами, сезони виходили в ефір практично слідом за зйомками.
Але вихід із ситуації все-таки був знайдений — сценарій вже написаних до того часу серій довелося переписати: за сюжетом, у новорічних епізодах 7 сезону, в сім'ю повернулася мама, а тато був змушений виїхати. З цього моменту в анонсах серіал стали називати «Татусеві дочки. Ой, мамо!». Роль мами виконала Нонна Гришаєва, яку порекомендував Олександр Олешко. До речі, у Нонни Гришаєвої на кастингу була серйозна конкурентка — Галина Данилова, яка також претендувала на цю роль, але згодом зіграла маму Іллі Полежайкіна.
Сітком оновився — сюжетні лінії стали більш яскраво виражені, це було пов'язано, насамперед, з появою нових героїв: спочатку Віника, потім Воронцова і так далі. Потім, восени 2009 року, Дарина Мельникова (у серіалі грає Женю) вступила в театральне училище, у зв'язку з цим вона була змушена набагато менше зніматися в «Татусевих дочок». А на початку 2010 року вдалося домовитися з Андрієм Леоновим про його повернення в ситком на один сезон — 14-й, який і повинен був стати фінальним.
Слоган сезону: «Тато повернувся!». Зйомки були завершені в червні 2010 року. Однак, незабаром, за численними проханнями телеглядачів, було вирішено створити продовження телесеріалу (15-18 сезони), зйомки яких були розпочаті 1 березня 2011 року. Слоган нових серій: «Смішно, не по-дитячому!».

У лютому 2012 року В'ячеслав Муругов написав стосовно 19 сезону «Татусевих доньок» наступне:
В даний момент йде робота над створенням нового сезону, де відбудеться перезавантаження проекту. І з точки зору якості виробництва і з точки зору якості сценаріїв. Це буде, як кажуть в Одесі — дві великі різниці. А головне, що нам вперше вдасться звести разом усіх героїв, включаючи маму і тата.
1 червня 2012 почалися зйомки 19 сезону телесеріалу. Оновлена версія «Татусевих дочок» стала набагато дорожче всіх попередніх сезонів: ситком перейшов від «телеспектаклю» і конвеєрного виробництва до кінокомедії. Група «Uma2rmaH» спеціально для нових серій придумала третій куплет заголовної пісні серіалу, але з дещо іншим музичним супроводом.
8 грудня 2022 року прес-служба телеканалу СТС оголосила про наявність у найближчих планах початку зйомок продовження «Татчиних дочок». Виробництвом має зайнятися компанія «Start», а на посаду режисера знову затверджено Олександра Жигалкіна. Продовження вийшло в 2023 році під назвою «Татусеві доньки. Нові».

## Цікаві факти
- «Татусеві дочки» — перший російський серіал, право на адаптацію якого купив зарубіжний телеканал. Німецький «Das Vierte» приступив до зйомок серіалу «Повний будинок дочок» (Ein Haus voller Töchter) навесні 2009 року вже було відзнято 3 сезон. Йдуть переговори про продаж прав на адаптацію і з «Sony Pictures Entertainment».
- Протягом 266 серій Ольга Волкова носила перуку, і тільки з 267 серії вона вперше з'являється зі своїм натуральним волоссям. У 15 сезоні Ольга Волкова знову з'явилася в перуці.
- У серіалі знімалися майже всі актори (крім Ірини Медведєвої) скетч-шоу «6 кадрів»: Едуард Радзюкевич — Едуард Володимирович Радуєвич, завгосп школи № 69, раніше — директор ТОВ «ППП» («Свято! Свято! Свято!»), Начальник Людмили Сергіївни і Тамари; Галина Данилова — Галина Сергіївна Полежайкіна (125, 147, 148); Федір Добронравов — Анатолій Тютчев, двоюрідний брат Сергія Олексійовича (91, 267); Сергій Дорогов — Іван, бард, клієнт Сергія Олексійовича (23), Андрій Кайков — працівник міністерства освіти (59); Олександр Жигалкін — директор «Радіо-Активного», колишній начальник Жені та Дениса.
- В одному з епізодів 201 серії по телевізору йде 63 випуск «6 кадрів». А в одному з сюжетів 69 випуску «6 кадрів» по телевізору йде 130 серія «Татусевих дочок».
- Кілька епізодів «6 кадрів» знято в павільйоні «Татусевих дочок», де можна дізнатися кімнату бабусі чи сходову площадку Васнецових.
- Знімальна група «Татусевих дочок» кілька епізодів знімала у сусідів по павільйону — серіалу «Маргоша». Це ресторан «Вальер» (125, 168, 174, 191, 212) і нічний клуб (230). А в самій «Маргоші» це декорації бару Deadline.
- Вісім акторів серіалу раніше знімалися в кіножурналі «Єралаш» — це Олександр Головін (Павло Сергійович Клюєв), Олександр Горчілін (Євген Станіславович Захаров), Михайло Казаков (Ілля Васильович Полежайкін), Кирило Каганович (Фелікс Пальців), Дмитро Мартинов (Василь Антипов), Іван Ролдугіна (Вадим, хлопець Маші — 60 серія), Анастасія Сиваєва (Даша) та Володимир Сичов (податковий інспектор Лютіков — 33 серія).
- Часто сценаристи (більшість з яких в минулому грали в КВК) присвоюють персонажам імена колишніх гравців КВК. Так, наприклад, ім'я персонажа серіалу — Іллі Полежайкіна, — запозичене у одного з сценаристів (колишнього гравця команди «Луна»), який також знімається в серіалі в ролі брата Іллі, Філіпа. Імена професорів Ілояна і Тарабаєвої взяті у гравців команди РУДН — Едуарда Ілояна і Сангаджі Тарбаєва відповідно. Також прізвище Ілояна згадується в 115 і 206 серіях. Однокласники Даші і Галини Сергіївни — Соболєв та Паншина — названі на честь гравців команд «Луна» і БДУ — Євгенія Соболєва та Анни Паншиної. Заступник префекта також має ім'я КВНщика і сценариста серіалу Дмитра Пермякова. Дідусь дівчаток Сергій Геннадійович Єршов носить ім'я учасника команди «Уральські пельмені». У 115 серії згадується прізвище учасника команди РУДН Євгена Донських.
- Назва радіостанції, на якій працюють Женя Васнецова і Денис Воронцов (Радіо-Активне) — взято з програми на радіо «Європа Плюс», «РадіоАктівноеШоу (РАШ)».
- У зйомках «Татусевих дочок» взяло участь більше 30 тварин. У квартирі бабусі живуть справжні тарантули і таргани. Також у серіалі були присутні 7 собак (у сенбернара Лізи — собаки Тамари — був навіть дублер), ігуани, 2 хом'яка, 4 кролика, 7 кішок, чорно-бура лисиця, білий кінь, єнот, щур і золота рибка.
- Найдорожчою декорацією в ситкомі є кабінет олігарха Федотова: його офіс обставлений шикарними меблями, стіни обшиті дорогими панелями «під дерево».
- Кожна перша серія майже всіх сезонів починаються останніми кадрами попередньої — останньої серії попереднього сезону, але це не просто повтор, а заново перезняті сцени, а також вони трішки відрізняються.
- В епізодах 15-16 сезонів був присутній голос оповідача — кожна серія починалася зі спогадів Маші, Даші або Галини Сергіївни.
- Середня кількість серій в сезоні — 20, виняток становить 7 і 11 сезон (по 25 серій).
- Коли Марія вступила в «Бауманку» і Веніамін її проводжав додому він сказав: «Зазвичай я гуляю з собачкою, а з тобою ще й поговорити можна.», але в наступний серіях у Веніаміна собачки немає.
- Селище Лохово реально існує, і навіть не одне, але тільки не в Підмосков'ї, а в Архангельській, Смоленській, Тверській та Іркутській областях Росії, а також в Закарпатті України.

## Нагорода
- ТЕФІ 2008 — перемога в номінації «Ситком».
- ТЕФІ 2008 — перемога в номінації «Продюсер телевізійного художнього серіалу»[11].
- Зоряний міст 2008 — перемога в номінації «Телесеріал для дітей та юнацтва»[12].
- Телезірка 2008 — перемога в номінації «Улюблений актор» (отримав Андрій Леонов за роль Сергія Васнецова)[13].
- ТЕФІ 2009 — перемога в номінації «Ситком».
- ТЕФІ 2009 — перемога в номінації «Сценарист телевізійного художнього серіалу»[14].
- Телезірка 2010 — перемога в номінації «Улюблений серіал»[15].
- Телезірка 2011 — перемога в номінації «Улюблена акторка» (отримала Нонна Гришаєва за роль Людмили Васнецової)[16].